# География на Словакия
Словакия е държава, разположена в източната част на Централна Европа.

## Географско положение, граници, големина
Словакия е страна разположена в източната част на Централна Европа, заемаща голяма част от Западните Карпати. На северозапад граничи с Чехия (дължина на границата 488 km), на север с Полша (518 km), на изток с Украйна (126 km), на юг с Унгария (608 km) и на запад с Австрия (115 km). В тези си граници площта на страната възлиза на 49 035 km². Тя е без излаз на море. Корабоплаването по река Дунав предвижда свободен достъп до вътрешността на Европа и Черно море.
Територията на Словакия се простира между 47°44′ и 49°37′с.ш. и между 16°50′ и 22°34′и.д. Крайните точки на страната са следните:
- крайна северна точка – (49°36′50″ с. ш. 19°26′55″ и. д. / 49.613889° с. ш. 19.448611° и. д.), в планината Словашки Бескиди, на границата с Полша.
- крайна южна точка – (47°44′00″ с. ш. 18°17′20″ и. д. / 47.733333° с. ш. 18.288889° и. д.), на левия бряг на река Дунав, на границата с Унгария, при село Патинце.
- крайна западна точка – (48°22′50″ с. ш. 16°50′00″ и. д. / 48.380556° с. ш. 16.833333° и. д.), на левия бряг на река Морава, на границата с Австрия, при град Захарска Вес.
- крайна източна точка – (49°05′17″ с. ш. 22°34′20″ и. д. / 49.088056° с. ш. 22.572222° и. д.), в планината Бешчади, на границата с Полша и Украйна.

## Релеф
Словакия е предимно планинска страна, като голяма част е разположена в пределите на Западните Карпати, представени от ниски и средновисоки планини с меки и закръглени форми на релефа. Само Високите Татри имат скалисти върхове и алпийски релеф, снежници и следи от древни заледявания. Тук се издига и най-високата точка на страната връх Герлаховски щит 2655 m. На юг планините се понижават, образувайки няколко хребета, простиращи се предимно от запад на изток (Ниски Татри, Словашки Рудни планини и др.) или в направление от югозапад на североизток (Голяма и Малка Фатра и др.). В крайните източни райони са разположени отделни хребети на Източните Карпати (Ниски Бескиди, Бешчади, Вигорлат и др.). Всичките хребети на Карпатите са дълбоко разчленени от дълбоки речни долини и имат предимно среднопланински облик. В платото Словашки карст и на други места са развити карстови форми на релефа, в т.ч. пещерата Домица. В най-южните части се намират ниските вулканични масиви Кремницки, Щявницки планини и др. От юг на територията на Словакия чрез двя езика навлизат крайните северни части на Малката и Голямата Среднодунавски низини, съответно Подунавската низина на югозапад и Потиската низина на югоизток. Техните южни части имат надморска височина 100 – 200 m, а към подножията на Карпатите височината им се повишава до 200 – 300 m. Най-ниската точка на страната е при устието на река Ипел в Дунав, на границата с Унгария и е 102 m.

## Геоложки строеж, полезни изкопаеми
Почти цялата територия на Словакия попада в зоната на Алпийската геосинклинална област. Основата на Карпатите е изградена от докамбрийски и палеозойски метаморфни породи, пронизани от варисцийски гранитоиди. Нагънатият мезозойски и раннокайнозойски комплекс на Карпатите (варовици, пясъчници, флишеви скали) служи като фундамент на къснокайнозойските моласови падини, изпълнени предимно с пясъчно-глинести наслаги и ефузиви. Словакия е богата на полезни изкопаеми. Тук са известните находища на нефт и газ – Северния Виенски и Панонски басейни и в Предкарпатското понижение. Находища на железни руди има в Рудняни, манганови в Швабовце и в Спишко-Гомерския руден район. Оловно-цинкови находища има в Банска Щявница, медни – в Словинки, Рудняни, Рожнява. В кристалинните шисти и гранитоидите на Карпатите са известните антимонови находища в Пезинок-Пернек, Магурка, Медзиброд, Чучма, Звата Идка и др., а в кайнозойските вулканични скали на Словашките Рудни планини – находища на живак. В районите на Тренчанске и Теплице бликат сероводородни лечебни минерални извори.

## Климат
Климатът в Словакия е умерено-континентален, със сравнително топло лято и студена, облачна и влажна зима. В равнините средната януарска температура е от -1 до -3°С, а средната юлска 19 – 21°С, в Карпатите съответно -10°С и 8°С. Във Високите Татри през зимата температурите са около -12°С, а през лятото 4°С. Годишната сума на валежите варира от 500 – 700 mm в равнините и дълбоките речни долини, в планините до 1000 mm, а по най-високите части на Карпатите (над 2000 m) до 2100 mm. Снежната покривка в равнините се задържа 1,5 – 2 месеца, но по-често е нетрайна, в планините – до 2,5 – 3 месеца, а по най-високите части на Карпатите – до 6 месеца. Максимумът на валежите е през лятото, но поради голямото изпарение по това време на годината често в равнините се наблюдава продължително засушаване.

## Води
Словакия има гъста речна мрежа, от която 96% принадлежи към водосборния басейн на река Дунав, респективно Черноморския водосборен басейн, а останалите 4% към водосборния басейн на река Висла, респективно Балтийски водосборен басейн. На протежение от 140 km по границата с Унгария протича участък от река Дунав. Неговите по-големи леви притоци са Морава, Вах с левия си приток Нитра, Хрон и Ипел. В крайната източна част на много малък участък по границата с Унгария протича река Тиса със своите десни притоци Слана, Хорнад и Ондава. Към водосбарния басейн на река Висла принадлежи десният ѝ приток Попрад. Пълноводието на реките е през пролетта, обуславено от топенето на снеговете в планините и чести летни прииждания в резултат от поройни дъждове. През зимата някои по-малки реки замръзват за 1 – 2 месеца. На река Вах е изградена каскада от язовири. Езерата са предимно с планинско-ледников и тектонски произход и са малки по размери.

## Почви, растителност, животински свят
В страната преобладават кафявите и планинските кафяви горски почви, характерни за широколистните и смесените гори. В планините, в горната част на горския пояс са разпространени планинските подзолисти почви, а още по-нагоре – планинско-ливадните. В безлестните участъци под вторичните пасища са се формирали ливадно-кафяви почви, а върху корбонатните основи – ливадно-карбонатни, т.нар. рендзини. По долините на по-големите реки са развити алувиално-ливадни почви. На височина до 300 m преобладават селскостопанско усвоените степи с малки дъбови и борови насаждения. Лесостепите, господствали преди в естественята растителна покривка са се съхранили само в неудобните за земеделие земи и в резерватите. На височина до 600 – 700 m пасищата се редуват с дъбови и дъбово-букови гори. От 600 – 700 m до 1100 – 1200 m доминират буковите и елово-буковите гори, а нагоре (до 1400 – 1500 m) – смърчовите и боровите. Горите заемат около 1/3 от територията на Словакия и са предимно иглолистни (71%, в т.ч. 48% смърч). На височина от 1400 – 1500 m до 1600 – 1700 m горите се заменят от храсти, субалпийски и алпийски пасища. От бозайниците най-разпространени са кафява мечка, вълк, рис, лисица, пор, хермелин, елен, сърна, дива свиня, заек, белка, таралеж, а от птиците – глухар, яребица, щъркел, козодой, папуняк, земеродно рибарче, орел и др.